# Masoud Shojaei
Masoud Soleimani Shojaei (født 9. juni 1984 i Shiraz, Iran), er en iransk fodboldspiller (offensiv midtbane).
Shojaei spiller for AEK Athen i Grækenland, som han har repræsenteret siden 2018. Han har tidligere været tilknyttet blandt andet Las Palmas, Osasuna og Panionios.

## Landshold
Shojaei debuterede for Irans landshold 17. november 2004 i en VM-kvalifikationskamp mod Laos. Han var en del af den iranske trup til både VM 2006 i Tyskland, VM 2014 i Brasilien og VM 2018 i Rusland.
I 2017 blev Shojaei sammen med holdkammeraten Ehsan Hajsafi udelukket på livstid fra det iranske landshold, fordi de med deres daværende klub Panionios havde deltaget i en Europa League-kamp mod en israelsk klub. Karantænen blev dog trukket tilbage senere samme år.